# Jin Air
Jin Air Co.,Ltd, anteriormente Air Korea es una aerolínea de bajo coste originaria de Corea del Sur. Es una filial propiedad total de Korean Air. Jin Air comenzó sus operaciones en julio de 2008 con rutas a destinos regionales en Corea. En octubre de 2009, Jin Air comenzó a volar a Macau, Guam y Bangkok. El nombre "Jin Air" fue oficialmente anunciado el 15 de junio de 2008 con una ceremonia inaugural en Seúl.
Kim Jae-Kun, CEO de Air Korea anunció que el vuelo inaugural tendría lugar entre Aeropuerto Internacional Gimpo de Seúl y el Aeropuerto Internacional de Jeju el 17 de julio de 2008 utilizando un Boeing 737-800, como así fue.

## Flota
Jin Air comenzó sus operaciones con cuatro B737-800 de Korean Air, con 189 plazas en clase única Tenía planeado ampliar su flota con dos A300-600 en abril de 2009, pero esto fue cancelado.
La flota de la aerolínea posee a abril de 2024 una edad media de 13,8 años.

## Destinos
- Corea del Sur
  - Jeju – Aeropuerto de Jeju
  - Seúl
    - Aeropuerto Internacional de Incheon
    - Aeropuerto Internacional de Gimpo
- Guam 
  - Aeropuerto Internacional Antonio B. Won Pat
- Japón 
  - Osaka - Aeropuerto Internacional de Kansai
- China 
  - Macao - Aeropuerto Internacional de Macao [comienza el 29 de noviembre]
- Filipinas 
  - Clark - Aeropuerto Internacional Diosdado Macapagal [comienza el 26 de octubre][8]
- Francia 
  - París - Aeropuerto de París-Orly [comienza el 29 de noviembre; Vía MFM]
- Tailandia 
  - Bangkok – Aeropuerto Suvarnabhumi
- Turquía 
  - Estambul - Aeropuerto de Estambul [comienza el 29 de noviembre; Vía MFM]